# Юрий Лодигин
Юрий Владимирович Лодигин (на руски: Юрий Владимирович Лодыгин, на гръцки: Γιούρι Λοντίγκιν), роден на 26 май 1990 г., е руско–гръцки футболист, вратар, настоящ играч на Зенит Санкт Петербург и националния отбор на Русия.

## Клубна кариера
Лодигин е роден в град Владимир, в семейство на баща руснак и майка понтийска гъркиня. След 2000 г. той живее в Гърция, където започва кариерата си. През сезон 2008/09 заиграва в младежките формации на втородивизионния Шкода Ксанти, който през същия сезон печели промоция за елита. През следващия сезон (2010/11), Лодигин е изпратен под наем в Еордайкос, където се превръща в твърд титуляр. След това се завръща в Шкода, където веднага се превръща в титуляр. Достига и до младежкия национален отбор до 21 години.
През юни 2013 г. преминава в руския Зенит Санкт Петербург за сумата от €800 000 евро.

## Национален отбор
Лодигин преминава през всички младежки национални гарнитури на Гърция. През май и август 2013 г. получава повиквателни и за мъжкия отбор, но ги отказва.
Първата си повиквателна за руския национален отбор получава на 4 октомври 2013 г., от Фабио Капело, за световните квалификации срещу Азербайджан и Люксембург. Дебюта си прави на 19 ноември 2013 г., в приятелски мач срещу Южна Корея. Попада в състава на Русия за Световното първенство през 2014 г. и Евро 2016, но и на двете първенства е резерва.

## Трофеи
- Шампион на Русия (1): 2014/15

- Купа на Русия (1): 2015/16

- Суперкупа на Русия (1): 2015